# Sīn
Sīn (en arabe ﺳِﻴﻦ, sīn, ou simplement ﺱ) est la 12e lettre de l'alphabet arabe.
Sa valeur numérique dans la numération Abjad est 60 dans la variante orientale et 300 dans la variante occidentale (au Maghreb).

## Histoire
Le sīn ne dérive pas du samech phénicien et hébreu, mais a la même valeur phonétique (/s/), et en général la même valeur numérique que celui-ci.
Le sīn partage sa forme rasm (écriture sans point) avec la forme rasm du shīn ‹ ش ›. Dans l’écriture pointée, le sīn est normalement sans point, et le shīn a trois point suscrit, mais certains scribes distinguent le sīn à l’aide d’‘alāmātu-l-ihmāl (signe indiquant l’absence de points) : un petit v suscrit ou avec trois points souscrits,. Le sīn avec trois points souscrits ‹ ڛ › est une lettre à part entière dans certaines adaptations de l’alphabet arabe.